# Psilotreta dardanos
Psilotreta dardanos är en nattsländeart som beskrevs av Malicky 2000. Psilotreta dardanos ingår i släktet Psilotreta och familjen böjrörsnattsländor. Inga underarter finns listade i Catalogue of Life.